# (14995) Archytas
Pour les articles homonymes, voir Archytas.
(14995) Archytas est un astéroïde de la ceinture principale.

## Description
(14995) Archytas est un astéroïde de la ceinture principale. Il fut découvert par Paul G. Comba le 5 novembre 1997 à Prescott. Il présente une orbite caractérisée par un demi-grand axe de 3,07 UA, une excentricité de 0,088 et une inclinaison de 3,23° par rapport à l'écliptique.
Il fut nommé d'après Archytas de Tarente, né vers 435 av. J.-C. à Tarente en Grande-Grèce et mort en 347 av. J.-C. au large de l'Apulie. C'est un philosophe pythagoricien, mathématicien, astronome, homme politique, stratège et général grec, fils de Mnésagore ou Histiaïos.

## Compléments